# It's All About the Stragglers
It's All About the Stragglers es el único álbum publicado por Artful Dodger. Salió a la venta el 20 de noviembre de 2000. El álbum contiene hasta nueve vocalistas diferentes, entre ellos Craig David y Melanie Blatt, antigua componente del grupo All Saints.

## Lista de canciones
1. "Think About Me" (feat. Michelle Escoffery) - 4:35
2. "Re-Rewind" (Radio Edit) (feat. Craig David) - 4:02
3. "Outrageous" (feat. Lyn Eden) - 4:14
4. "Please Don't Turn Me On" (Radio Edit) (feat. Lifford) - 3:43
5. "TwentyFourSeven" (Radio Edit) (feat. Melanie Blatt) - 3:48
6. "Something" (feat. Lifford) - 4:18
7. "Movin' Too Fast" (feat. Romina Johnson) - 3:54
8. "R U Ready" - (feat. MC Alistair) 4:39
9. "I Can't Give It Up" (feat. Nadia) - 4:03
10. "Woman Trouble" (Radio Edit) (feat. Robbie Craig & Craig David) - 4:00
11. "What You Gonna Do?" (feat. Craig David) - 4:00
12. "It Ain't Enough" (Radio Edit) (feat. MZ May & MC Alistair) - 3:41
13. "We Should Get Together" (feat. Nadia) - 4:06
14. "Think About Me" (Artful Dodger 3 Step Mix) - 5:29
15. "Please Don't Turn Me On" (Artful Dodger UK Garage Remix) - 5:44

- Datos: Q6089746